# Presidentvalet i Ukraina 2004

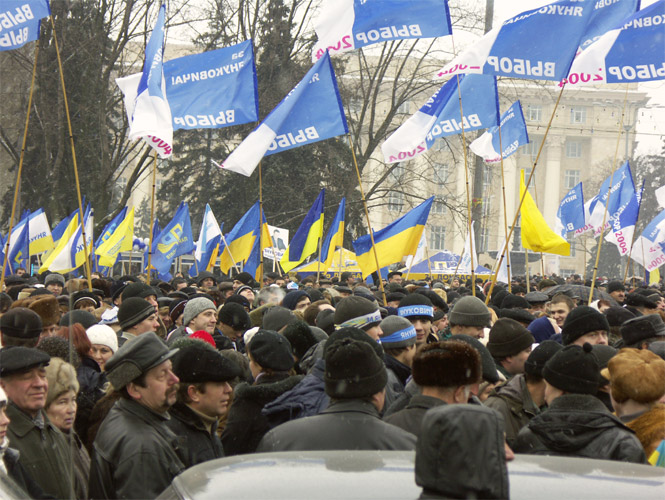
Demonstrationer i Donetsk till stöd för Viktor Janukovytj efter presidentvalet 2004

Presidentvalet i Ukraina ägde rum i november 2004. Valet stod i huvudsak mellan premiärminister Viktor Janukovytj och oppositionsledaren samt tidigare premiärminister Viktor Jusjtjenko. Presidentvalet hölls i en väldigt laddad atmosfär med anklagelser om mediapåverkning, valfusk och Jusjtjenko blev utsatt för förgiftning.
När valresultaten offentliggjordes den 23 november vanns valet av Janukovytj (49,46 %), men Jusjtjenko (46,61 %) och hans anhängare, tillsammans med flera internationella valobservatörer, fördömde valet som riggat. Detta föranledde allvarligare politiska kriser, folkliga protester och demonstrationer som utlöste "Orangea revolutionen", vilket ledde till att Ukrainas högsta domstol ogiltigförklarade valresultatet och utlyste omval.
Den 26 december genomfördes ett omval mellan Janukovytj och Jusjtjenko, där observatörer nu rapporterade om ett mer rättvist val, som Jusjtjenko vann med omkring 52 % av rösterna mot Janukovytjs 44 %.